# Îlot des Capucins

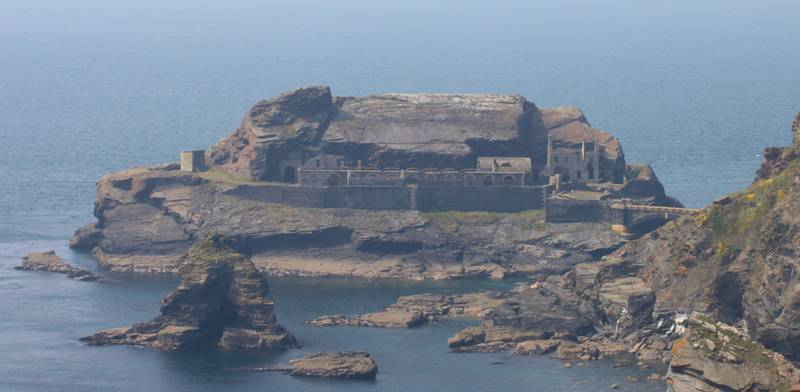
Vista dell'isolotto

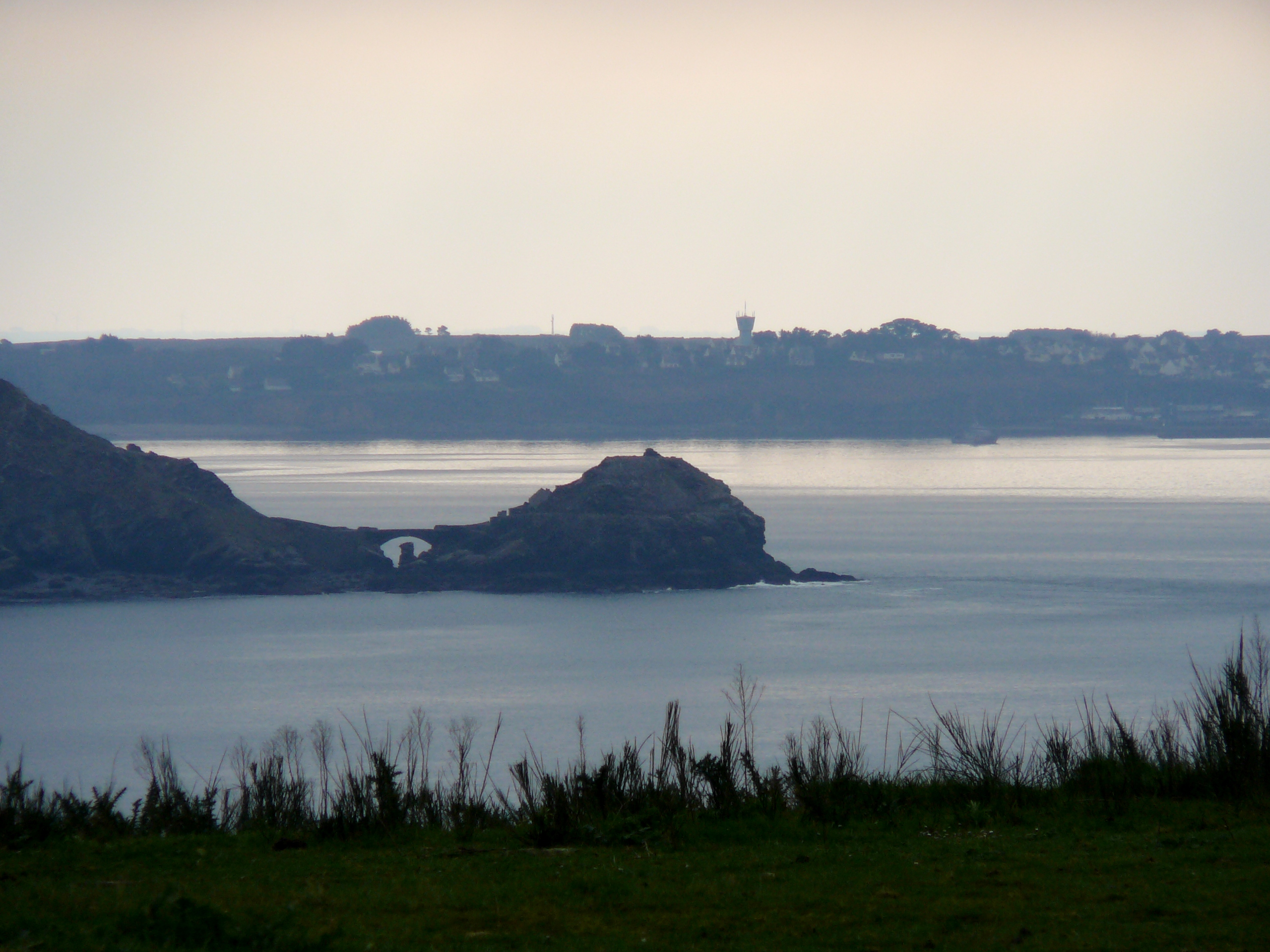
L'isolotto visto dalla riva opposta

Îlot des Capucins, letteralmente dal francese, isolotto dei Cappuccini, è un piccolo isolotto roccioso ai piedi di una scogliera nel comune di Roscanvel sulla penisola di Crozon.
Il suo nome deriva da una roccia vicino all'isola, a forma di un monaco in preghiera. Ha una posizione strategica all'ingresso della rada di Brest e fu così che sopra di esso fu costruita una fortificazione, in grado di controllare tutta la baia di Camaret-sur-Mer, con una vista che si estende dal Pointe du Grand Gouin presso Camaret (a sud-ovest), al Forte Bertheaume presso Plougonvelin (a nord-ovest).
La fortezza fu costruita nel 1848, sulla base di un progetto elaborato 150 anni prima da Sébastien Le Prestre de Vauban. Edificata utilizzando scisto e granito, è composta da una batteria sotterranea (1890) e una batteria a tiro rapido (1890). Fu collegata alla terraferma da un piccolo ponticello nel 1859.
Sulle alture che dominano l'isolotto si trova una batteria superiore (1885) a destra dell'isolotto, e una batteria su piattaforma con una magazzino sotterraneo (1897) e una batteria per mortaio (1889).